# Нортморленд Тауншип (округ Вайомінг, Пенсільванія)
Нортморленд Тауншип (англ. Northmoreland Township) — селище (англ. township) в США, в окрузі Вайомінг штату Пенсільванія. Населення — 1406 осіб (2020).

## Демографія
Згідно з переписом 2010 року, у селищі мешкало 1558 осіб у 588 домогосподарствах у складі 440 родин. Було 645 помешкань
Расовий склад населення:
| - 99,0 % — білих - 0,3 % — чорних або афроамериканців - 0,1 % — корінних американців - 0,1 % — азіатів |

До двох чи більше рас належало 0,3 %. Частка іспаномовних становила 0,9 % від усіх жителів.
За віковим діапазоном населення розподілялося таким чином: 23,0 % — особи молодші 18 років, 63,1 % — особи у віці 18—64 років, 13,9 % — особи у віці 65 років та старші. Медіана віку мешканця становила 43,2 року. На 100 осіб жіночої статі у селищі припадало 112,8 чоловіків;  на 100 жінок у віці від 18 років та старших — 107,4 чоловіків також старших 18 років.
Середній дохід на одне домашнє господарство  становив 64 166 доларів США (медіана — 52 969), а середній дохід на одну сім'ю — 69 975 доларів (медіана — 61 447). Медіана доходів становила 42 500 доларів для чоловіків та 29 659 доларів для жінок. За межею бідності перебувало 7,3 % осіб, у тому числі 11,8 % дітей у віці до 18 років та 6,4 % осіб у віці 65 років та старших.
Цивільне працевлаштоване населення становило 818 осіб. Основні галузі зайнятості: освіта, охорона здоров'я та соціальна допомога — 16,4 %, виробництво — 13,7 %, роздрібна торгівля — 11,6 %, мистецтво, розваги та відпочинок — 10,9 %.